# روبن فيك
روبن فيك (بالتشيكية: Robin Vik)‏ (ولد في 5 فبراير 1980) هو لاعب كرة مضرب (تنس) تشيكي محترف.
هزمه ليتون هيووت في أول جولة من بطولة أستراليا المفتوحة 2006.

## وصلات خارجية
- روبن فيك على موقع رابطة محترفي التنس (الإنجليزية)
- روبن فيك على موقع الاتحاد الدولي لكرة المضرب (الإنجليزية)
- روبن فيك على موقع كأس ديفيز (الإنجليزية)
- روبن فيك على موقع خلاصة التنس.كوم (الإنجليزية)
- روبن فيك على موقع إي إس بي إن.كوم (الإنجليزية)